# Стеван Стојановић
Стеван Стојановић (Титова Митровица; 29. октобар 1964) је бивши српски фудбалски голман. Године 1991. са Црвеном звездом је освојио титулу првака Европе. Његов син Марко је такође фудбалер.

## Каријера
У редове Црвене звезде стигао је 1979. године и прошао све категорије, од пионира до првог тима, за који је заиграо у сезони 1986/87.
Црвено-бели дрес носио је пет сезона и за то време одиграо 168 званичних утакмица. Освојио је три шампионске титуле (1988, 1990. и 1991. године), један национални куп (1990) и титулу шампиона Европе 1991. године. Бранио је на свих девет утакмица Црвене звезде у походу на кров Европе у сезони 1990/91. У тој сезони чувао је гол Звезде на чак 50 такмичарских мечева. Када је било најважније одбранио је шут Мануелу Аморосу у другој пенал серији у Барију и као капитен тима подигао велики сребрни пехар шампиона Европе.
После Звезде наступао је за белгијски Антверпен од 1991. до 1995. године. Са њима је тријумфовао у Купу Белгије 1992. године, а годину касније стигли су до финала Купа победника купова, где су поражени од италијанске Парме са 1:3. Играо је и за немачки Клопенбург од 1997. до 1999, али су га повреде константно мучиле, па је каријеру завршио у грчком Етникос Астерасу 2000. године.
Наступао је за младу и олимпијску репрезентацију Југославије, али никада није заиграо за А тим. Бранио је гол Југославије на Олимпијским играма 1988. године у Сеулу.

## Трофеји
Црвена звезда
- Куп европских шампиона (1) : 1990/91.
- Првенство Југославије (4) : 1983/84, 1987/88, 1989/90, 1990/91.
- Куп Југославије (2) : 1985, 1990.

Ројал Антверп
- Куп Белгије (1) : 1992.